# São Vendelino
São Vendelino es un municipio brasileño del estado de Rio Grande do Sul.
Se encuentra ubicado a una latitud de 29º22'08" Sur y una longitud de 51º22'37" Oeste 
, estando a una altitud de 100 metros sobre el nivel del mar. Su población estimada para el año 2004 era de 1.797 habitantes.
Ocupa una superficie de 37,984 km².

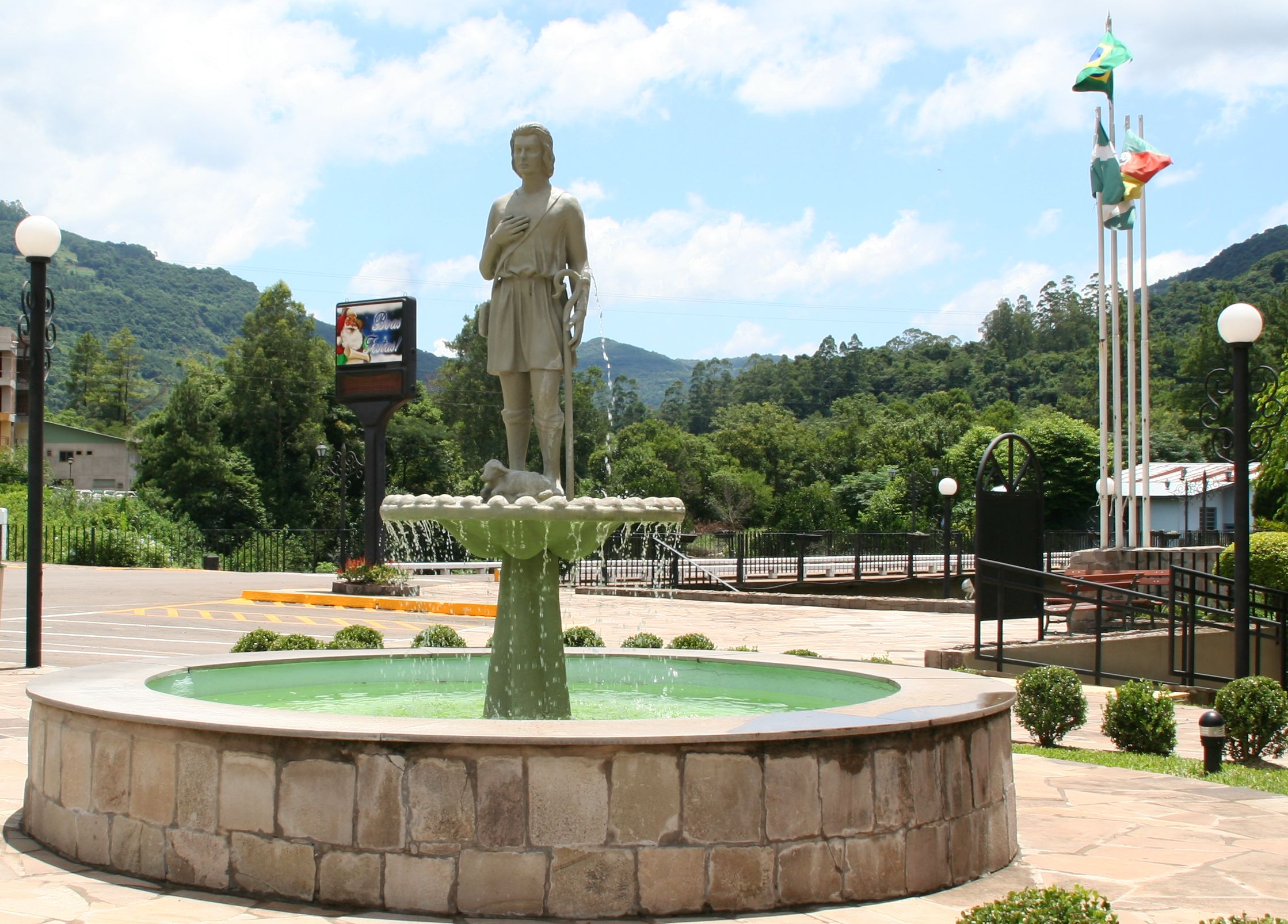
La fuente de Wendelinus frente al ayuntamiento de São Vendelino

Informações sobre São Vendelino na língua alemão (Wikipedia) com fotos 

Informationen über São Vendelino im deutschen Wikipedia mit Fotos

Homepage:www.saovendelinors.com.br 
- Datos: Q680577
- Multimedia: São Vendelino / Q680577